# All (chanson)
Pour les articles homonymes, voir All.
Chansons représentant le Royaume-Uni au Concours Eurovision de la chanson
Sing, Little Birdie
(1959)
All (« Tout » en anglais) est la chanson interprétée par la chanteuse anglaise Patricia Bredin et dirigée par Eric Robinson pour représenter le Royaume-Uni au Concours Eurovision de la chanson 1957 qui se déroulait à Francfort-sur-le-Main, en Allemagne de l'Ouest.
Elle est intégralement interprétée en anglais, langue nationale, comme le veut la coutume avant 1966.
Il s'agit de la troisième chanson interprétée lors de la soirée, après Danièle Dupré qui représentait le Luxembourg avec Amours mortes (tant de peine) et avant Nunzio Gallo qui représentait l'Italie avec Corde della mia chitarra. À l'issue du vote, elle a obtenu 6 points, se classant 7e sur 10 chansons,.
Avec une durée de 1 minute et 52 secondes, la chanson a la distinction d'être la chanson la plus courte dans l'histoire du concours, ainsi que d'être la première à être interprétée en anglais. Aucun enregistrement en studio de la chanson ne semble exister.